# すみれ美香
すみれ 美香（すみれ みか、1986年1月30日 - ）は、日本の元AV女優。
2021年から2024年まで稼働
趣味：乳内射精、乳首舐め、胸のサイズ100、スケベ分野の作品2024

## 略歴・人物
兵庫県出身。
趣味・特技は、おもてなし研究、ぷるるんパイズリ、膣締め。
2017年3月、“予約の取れない伝説の風俗嬢”の触れ込みでアリスJAPAN専属女優としてAVデビュー。
同年9月より専属を離れ、企画単体女優として活動するが年内で活動を休止。
すみれ美香が2025年1月に乳フェチマッサージ師として復帰

## 出演作品

### アダルトDVD
2017年
- Iカップフードル 予約の取れない伝説のフードル降臨（3月13日、アリスJAPAN）
- 美巨乳を好き放題弄ぶ男本位なSEXなのに女も悦び感じまくる快楽性交 〜この女、エロすぎにつき〜（4月13日、アリスJAPAN）
- マジでヤレちゃいました! 伝説のIカップデリヘル嬢が、AV転向後に素人男性たちとヤリまくり!（5月13日、アリスJAPAN）
- 激エロ巨乳フェチックス 〜巨乳好きに贈る至高の130分〜（6月13日、アリスJAPAN）
- アリスインソープランド 〜至福の刻〜（7月13日、アリスJAPAN）
- オイシイカラダ すみれ美香×カンパニー松尾（8月13日、アリスJAPAN）
- 超美巨乳風俗嬢のスペシャルおもてなしソープ（9月8日、million）
- 乳首快楽Men'sサロン ゾクゾクしながら…癒されたい（10月6日、ドリームチケット）
- 鬼イカセ（10月13日、REAL）
- 【奇跡】デリヘル呼んだら地元の巨乳な友達で非常においしい思いをした件!! 2（10月13日、BAZOOKA）
- すみれ美香 デビュー作からのセックスすべて見せます（11月13日、アリスJAPAN）※ベスト版

### VR
- 人気がありすぎて指名が取れない人気フードルと内緒の本番セックス（2017年9月22日、KMPVR）
- 乳首快楽Men'sサロン ゾクゾクしながら、癒されたい… ver.VR（10月6日、ドリームチケット）